# Шакопі (Міннесота)
Шакопі (англ. Shakopee) — місто (англ. city) в США, в окрузі Скотт штату Міннесота. Населення — 43 698 осіб (2020).

## Географія
Шакопі розташоване за координатами 44°46′13″ пн. ш. 93°28′30″ зх. д. / 44.77028° пн. ш. 93.47500° зх. д. (44.770146, -93.474899).  За даними Бюро перепису населення США в 2010 році місто мало площу 75,92 км², з яких 72,54 км² — суходіл та 3,38 км² — водойми.

## Демографія
Згідно з переписом 2010 року, у місті мешкало 37 076 осіб у 12 772 домогосподарствах у складі 9275 родин. Густота населення становила 488 осіб/км².  Було 13339 помешкань (176/км²).
Расовий склад населення:
| - 77,0 % — білих - 10,3 % — азіатів - 4,3 % — чорних або афроамериканців - 1,2 % — корінних американців - 4,5 % — осіб інших рас |

До двох чи більше рас належало 2,7 %. Частка іспаномовних становила 7,8 % від усіх жителів.
За віковим діапазоном населення розподілялося таким чином: 30,2 % — особи молодші 18 років, 63,0 % — особи у віці 18—64 років, 6,8 % — особи у віці 65 років та старші. Медіана віку мешканця становила 32,2 року. На 100 осіб жіночої статі у місті припадало 95,5 чоловіків;  на 100 жінок у віці від 18 років та старших — 91,9 чоловіків також старших 18 років.
Середній дохід на одне домашнє господарство  становив 93 560 доларів США (медіана — 78 731), а середній дохід на одну сім'ю — 101 963 долари (медіана — 88 682). Медіана доходів становила 56 932 долари для чоловіків та 48 581 долар для жінок. За межею бідності перебувало 6,6 % осіб, у тому числі 7,9 % дітей у віці до 18 років та 5,9 % осіб у віці 65 років та старших.
Цивільне працевлаштоване населення становило 21 168 осіб. Основні галузі зайнятості: виробництво — 18,4 %, освіта, охорона здоров'я та соціальна допомога — 17,6 %, науковці, спеціалісти, менеджери — 11,9 %, мистецтво, розваги та відпочинок — 11,3 %.